# Císařský špitál svatého Antonína a svaté Alžběty
Císařský špitál svatého Antonína a svaté Alžběty je někdejší nemocnice na pražských Hradčanech. Nachází se mezi ulicemi Kanovnická a U Kasáren. Od roku 1969 je objekt chráněn jako kulturní památka.

## Popis

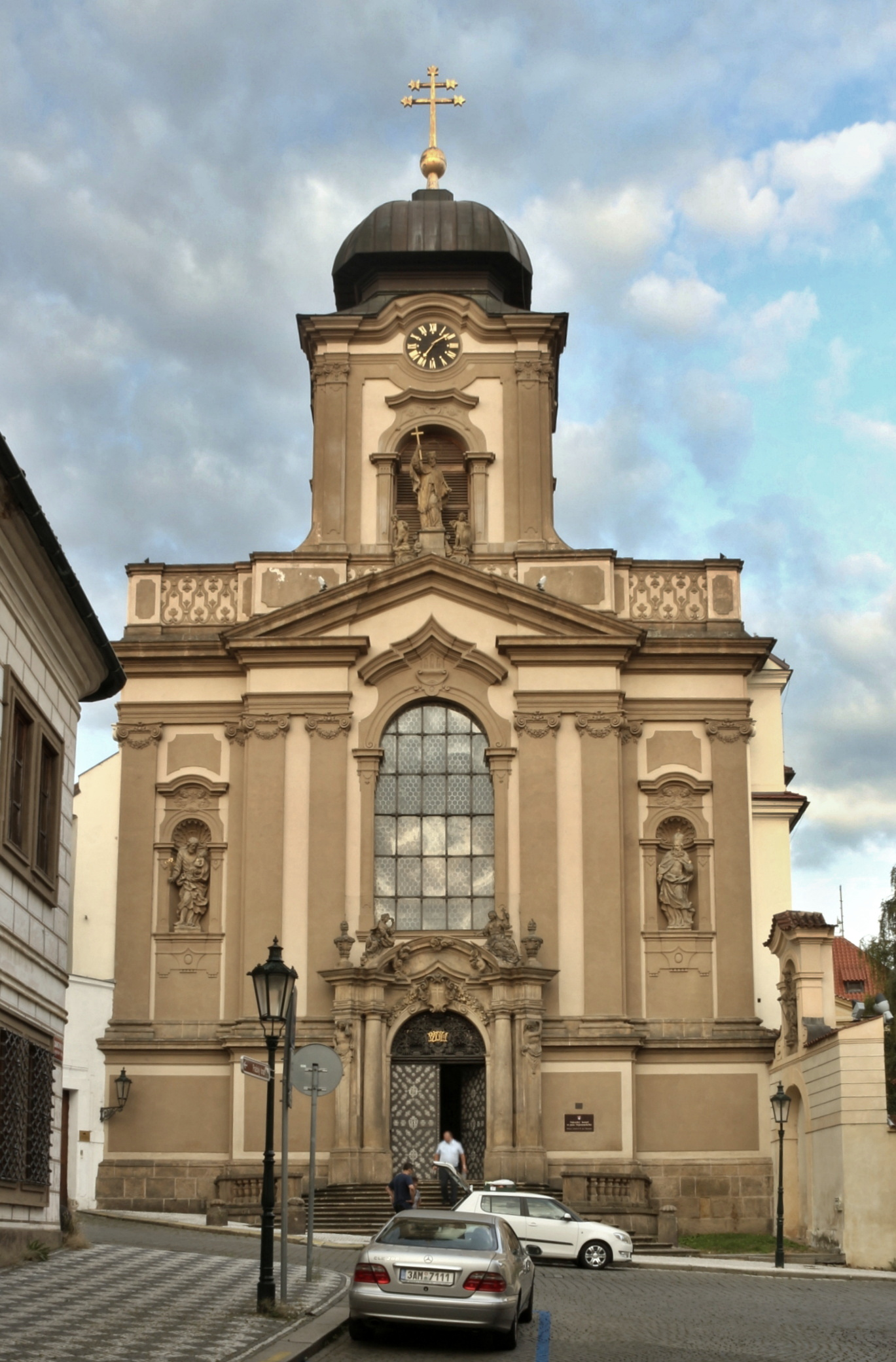
Vojenský kostel sv. Jana Nepomuckého

Trojkřídlý objekt bývalého špitálu sv. Antonína se rozkládá na protáhlé parcele nepravidelného půdorysu napravo od vojenského kostela sv. Jana Nepomuckého.
Křídla objektu spolu s boční fasádou kostela vymezují dvůr, který je na východní straně uzavřený ohradní zdí s portálem a s postranním vchodem. Druhý dvůr je za západním křídlem. Při vstupu je u kostelní zdi studna, chráněná polygonální stavbičkou s osmibokou stříškou.

## Historie
Špitál sv. Antonína a sv. Alžběty byl založen již kolem roku 1374. Později byl špitál sloučen se sousedním klášterem voršilek.
Současný barokní areál s monumentální kaplí sv. Antonína uprostřed trojkřídlé dispozice vznikl podle návrhu architekta Kiliána Ignáce Dientzenhofera.